# アレゲニー航空853便空中衝突事故
アレゲニー航空853便空中衝突事故（あれげにーこうくう853びんくうちゅうしょうとつじこ）は、1969年9月9日にアメリカ合衆国で発生した航空事故である。アレゲニー航空の旅客機と一人の訓練生が飛行していた訓練機との空中衝突により両機体は破壊され、それぞれに搭乗していた計83人の乗員乗客全員が死亡した。

## 飛行の詳細

### 事故機
事故機のマクドネル・ダグラス DC-9-31（N988VJ）は製造番号47211として1968年7月に製造され、同年8月9日にアレゲニー航空に納入された。エンジンはプラット・アンド・ホイットニー JT8Dが搭載されており、総飛行時間は3,170時間であった。

### 乗員

#### アレゲニー航空853便
機長は47歳の男性で、総飛行時間は23,813時間であり、そのうち900時間がDC-9での飛行時間であった。DC-9の他にDC-3、コンベア240、コンベア340、コンベア440の操縦資格を保有していた。
副操縦士は26歳の男性で、総飛行時間は2,980時間であり、そのうち651時間がDC-9での飛行時間であった。

#### パイパー PA-28
パイロットは34歳の男性であった。

## 概要
アレゲニー航空853便はボストンとセントルイスをボルチモア、シンシナティ、インディアナポリス経由で結ぶ定期便だった。 853便は現地時間の15時15分にインディアナポリスへ向けシンシナティの空港を離陸し、IFRでインディアナポリスへ向かっていた。インディアナポリスの管制官は853便にシェルビービルのVORを6,000フィート (1,800 m)の高度で通過後2,500フィート (760 m)へ高度を下げるよう指示した。その後機体は280度の方向へ進んだ。
一方その頃、民間のパイパーPA-28が南東方向へ飛行していた。この機体はVFR方式の飛行計画を提出していて、計画上では3,500フィート (1,100 m)の巡航高度が示されていた。このPA-28にはトランスポンダが搭載されておらず、航空管制との連絡を取っていなかった。また、レーダースコープにも同機は認識されていなかったとされている。
2機は相対速度350 mph (300 kn; 560 km/h)で衝突した。衝突により853便の尾翼部分が破壊され、制御を失った機体はひっくり返りそのまま400 mph (350 kn; 640 km/h)の速度で大豆畑に墜落した。
一方のパイパーは左翼の付け根付近にダメージを受け、こちらもそのまま墜落している。

## 事故調査
国家運輸安全委員会（NTSB）は事故調査報告書で以下にまとめている。
委員会はFAAの航空管制において計器飛行方式（IFR)及び有視界飛行（VFR)方式が混在している事により、事故回避能力が低くなっていると結論付けた。低くなっている事として挙げられるのは今回の事例のような回避の手順の欠如、全ての機体を捉える事が出来ないレーダーの技術的限界、及びIFRとVFRを両立させる事が可能なシステムがまだ構築されていない事がある。

## 影響
NTSBとFAAはこの事故でそれまでの原則であった「相手を見合う」というもの限界を、特に今回の事故のような航空機同士が視界が制限されている中異なる速度で飛行している状態において痛烈に感じた。この事故後から数年にかけて両組織は様々な改善策を取っている。
- トランスポンダは現在全ての旅客機及びゼネラル・アビエーションに用いられる機体のほとんどに搭載されていて[7]、遅い飛行機や視界が効き辛い状況でもレーダーでもレーダーで拾えるようになっている。
- IFRとVFRの分離をより円滑に進めるため、定期便が運用されているほとんどの空港（ICAOクラスB及びC指定）には制限空域が設けられ、トランスポンダの使用と航空管制官との連絡が義務付けられている[8]。
- 現在運行されている旅客機のほとんどはACASもしくはTCASを装備し、空中衝突を未然に防いでいる[7]。同様に地上のATCのレーダーには同様の警報装置が設置されている。